# Mycoplasma alkalescens
Mycoplasma alkalescens è una specie di batterio appartenente alla famiglia delle Mycoplasmataceae.